# Сафари

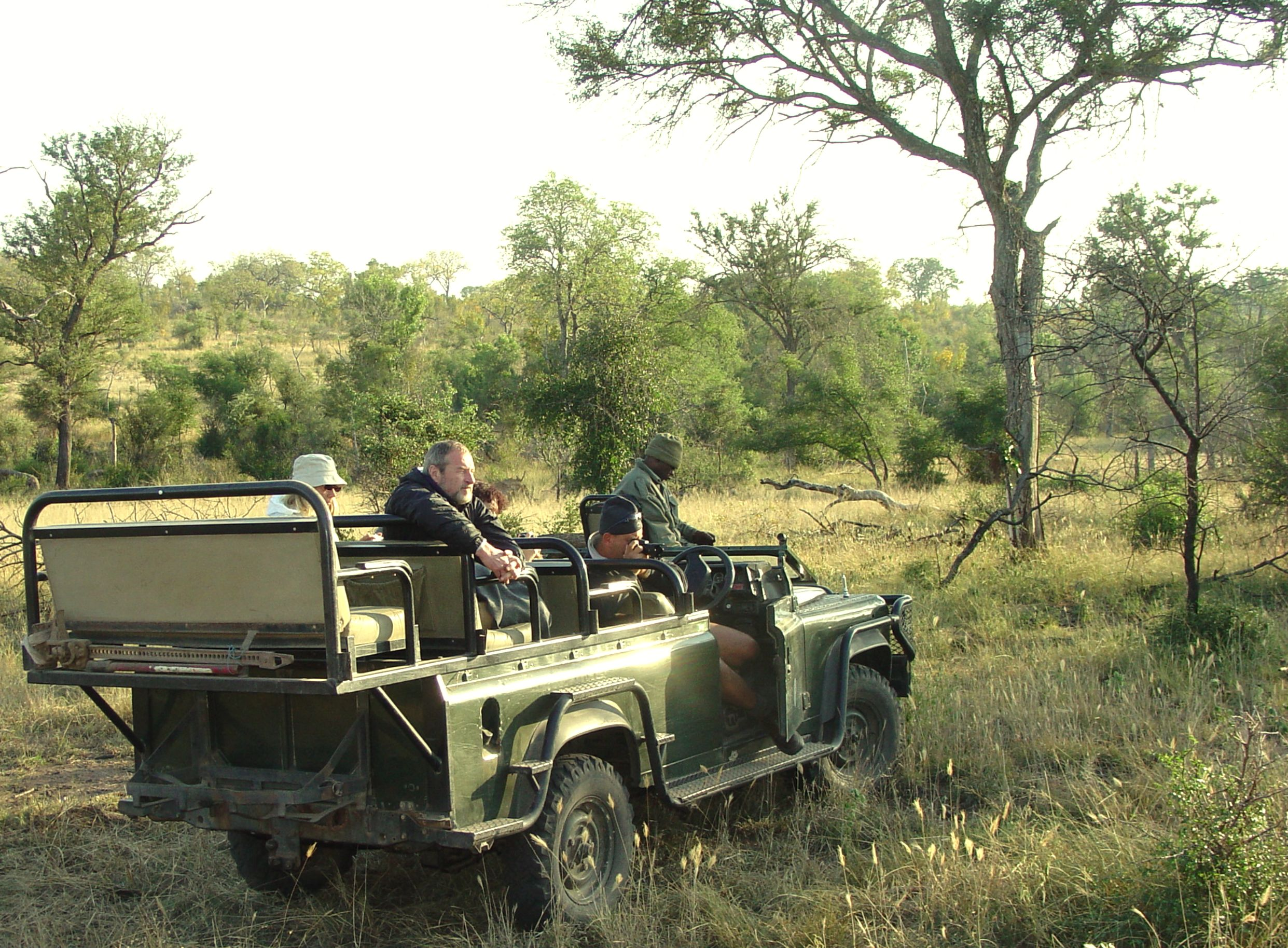
Сафари-фотоохота в Лимпопо, ЮАР.

Сафа́ри (суахили  safari — путешествие) — первоначально охотничьи поездки по Восточной Африке. Позже понятие сафари стало применяться и в других частях Африки и мира, а его значение существенно изменилось. Сегодня слово «сафари» чаще означает вполне мирные и сравнительно недорогие экскурсии в дикую природу, на которых фотографируют зверей. В некоторых странах развилась целая индустрия сафари с опытными сопровождающими.

## Охотничьи сафари
Первоначальный смысл слова сафари и в настоящее время не утратил своего значения. Сейчас проведение охот — процветающая и даже развивающаяся отрасль туристического бизнеса, приносящая немало средств в бюджет многих стран Африки. Наиболее популярными среди любителей африканской охоты являются ЮАР, Намибия, Ботсвана, Танзания, Мозамбик, Замбия, Зимбабве, Камерун, ЦАР. В остальных странах, где разрешен охотничий бизнес, он развит гораздо слабее в силу общей неразвитости туристической инфраструктуры, неблагоприятной обстановки для туристов, а зачастую и из-за плохой сохранности дикой природы. Охота в таких странах не представляет собой отдельной индустрии и носит спорадический характер.

## Стоимость сафари
Качественная африканская охота в наши дни, как и раньше, по карману весьма немногим. Стоимость трофеев хотя и сильно разнится, всё же весьма значительна (начинается с 150—200 долл. США за такую добычу, как павиан или мелкие антилопы и достигает десятков тысяч долл. за слона, носорога или льва). Стоимость обслуживания и проживания в охотничьем лагере сопоставима с проживанием в 4-5-звёздочной гостинице (в среднем 250—300 долл. в сутки, хотя сильно зависит от многих факторов). Соответственно, общая стоимость пакета сафари редко бывает меньше 6-7 тыс. долл. не считая авиабилетов. Обычно клиент заблаговременно информирует фирму-организатора о своих предпочтениях в отношении трофеев.

## Организация охоты в Африке
Как правило, клиенту не позволено охотиться в одиночку — его сопровождает профессиональный охотник, в обязанности которого входит доставить гостя непосредственно к месту охоты, обеспечить ему правильный подход к добыче и указать, в которого именно зверя следует стрелять. Последнее немаловажно, ведь далеко не каждый приезжий охотник может, например, отличить самца от самки с большого расстояния. Кроме того, важно выбрать среди стада наиболее ценный трофей. Если охотник опытен и не нуждается в подобных инструкциях, профессионал всё равно сопровождает его — формально он должен контролировать каждый выстрел клиента. Это помогает, в ряде случаев, избежать браконьерства.

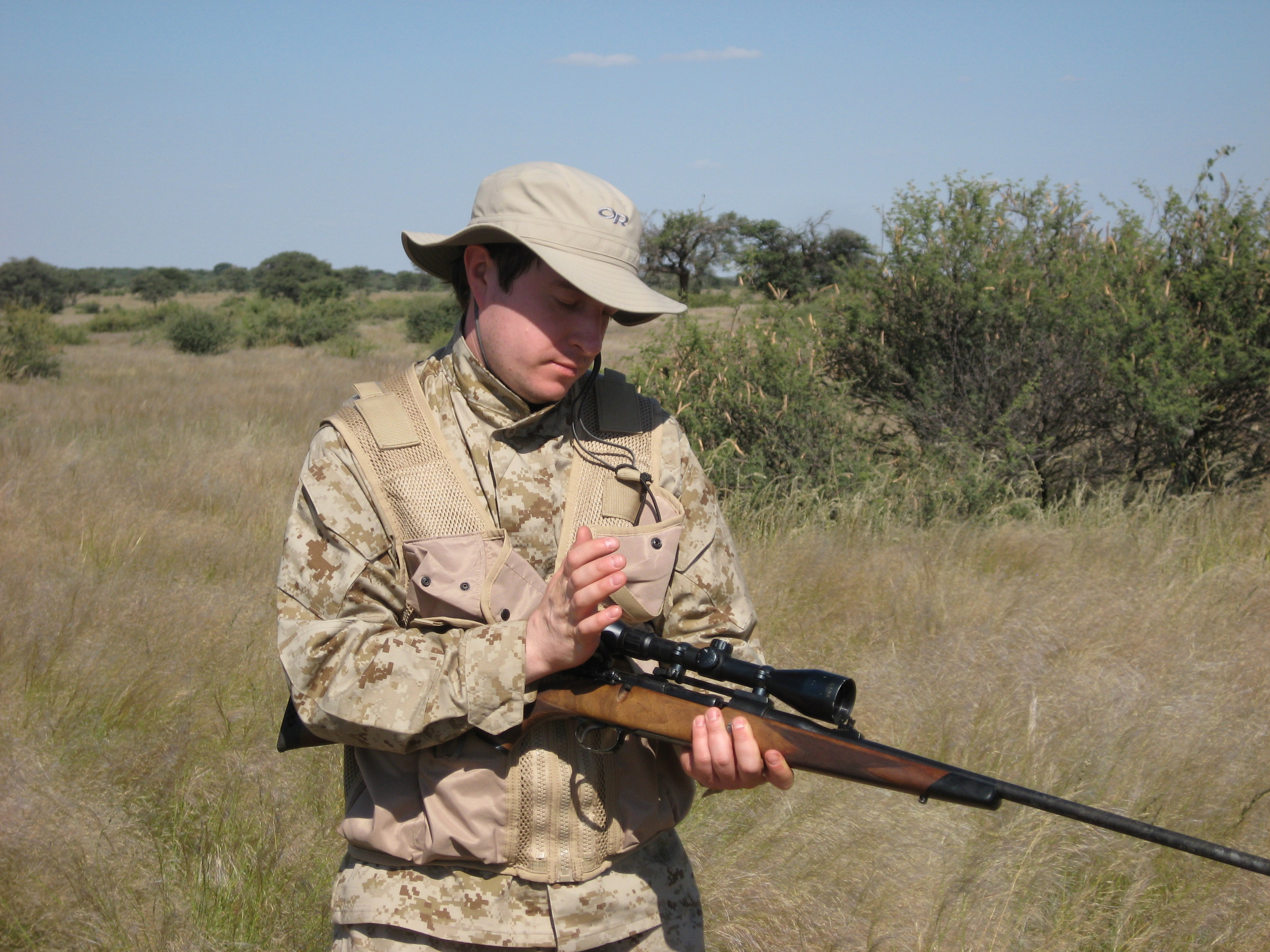
Участник сафари в охотничьей одежде с карабином калибра .270

При охоте на опасную добычу профессиональный охотник обязан страховать клиента, прикрывая его огнём своего оружия в случае атаки раненого зверя. Такая помощь требуется редко. Хотя убежать от нападающего слона практически невозможно, но крупнокалиберное охотничье оружие практически не оставляет слону никаких шансов на спасение.
Помимо профессионального охотника, в состав группы обычно входит 2-3 человека вспомогательного состава — как правило, из местного населения — проводники, носильщики и т. д. Наиболее почётными трофеями считаются представители так называемой большой пятёрки (англ. Big Five) — африканский буйвол, слон, лев, леопард и носорог. Это звери, охота на которых сопряжена с наибольшей опасностью. Как ни парадоксально, но самыми опасными в «пятёрке» считаются не лев или слон, а буйвол и леопард. Именно на долю этих двух зверей приходится большая часть несчастных случаев. Про охотника, добывшего хотя бы по одному представителю всех видов «пятёрки» говорят, что он собрал «большой шлем».

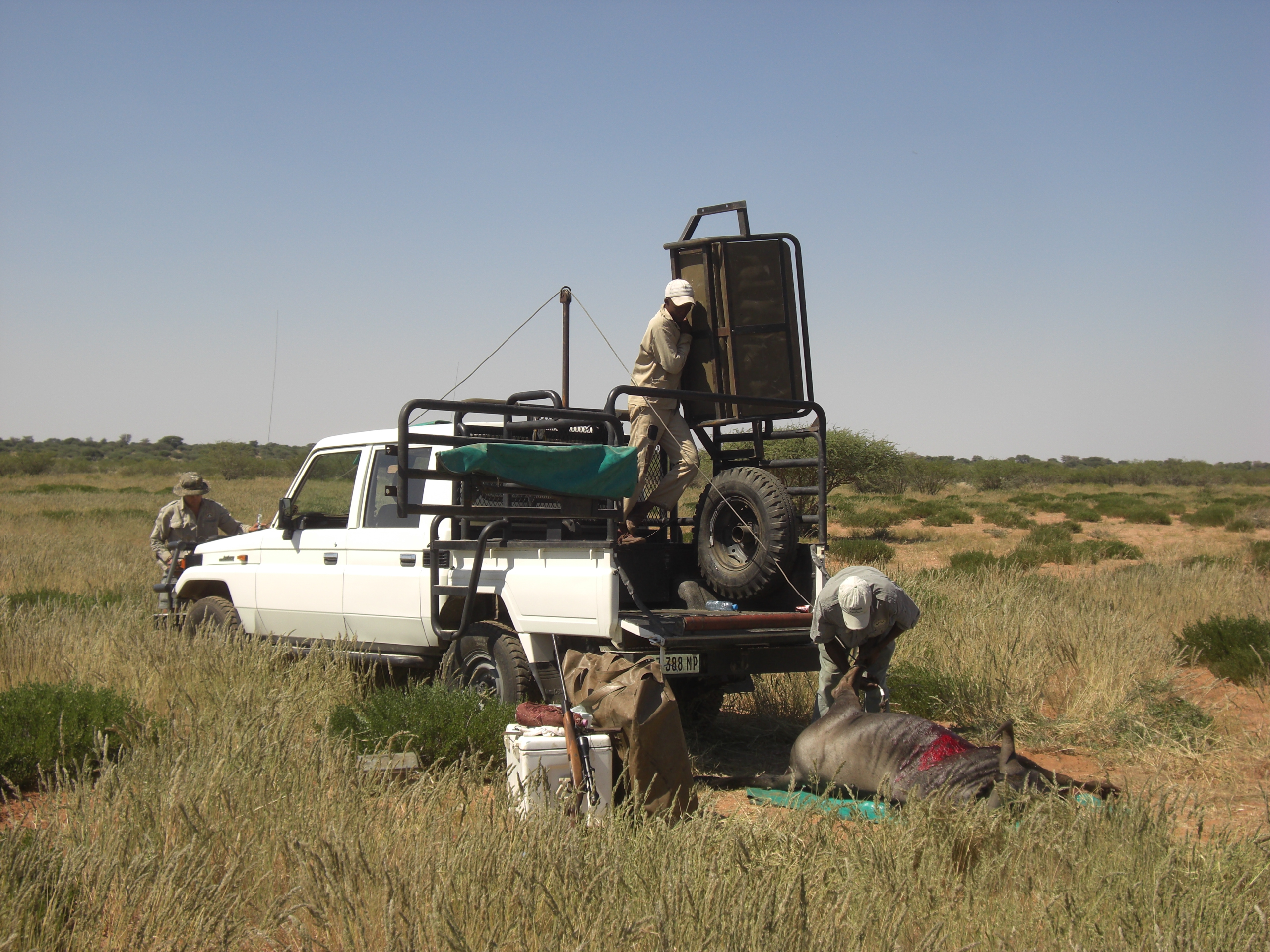
Охотничье сафари в Намибии; погрузка трофея

## Оружие для сафари
Оружие для сафари клиент выбирает сам, при этом он может везти собственное оружие, или арендовать его на месте. Стоимость аренды обычно невелика, 20-50 долл. в сутки, но часто нет гарантии, что в наличии окажется именно тот вид оружия, к которому стремится охотник. При охоте на мелкую и среднюю дичь применяются карабины среднего калибра — 6,5-8 мм (.243, .270, .308, .30-06 и т. д.). Добыча крупных копытных, таких, как зебры, антилопы гну, куду или канны, требует уже более мощного оружия, хотя часто и патронов 7.62 мм бывает достаточно. Там, где дичь пуганая, она не подпускает охотника ближе, чем на 100 метров, так что к оружию предъявляются высокие требования по точности стрельбы. Зачастую стрельба ведётся с 200 и даже с 300 метров. Иное дело — «большая пятёрка». Стрельба по крупным толстокожим или очень опасным зверям ведётся с более близкого расстояния, но требует чрезвычайно мощного оружия, с высокой останавливающей способностью пули. Практически во всех странах, где разрешена охота на такую дичь, минимальный калибр оружия для этого прописан в законодательном порядке — чаще всего это калибр .375 или его немецкий аналог 9,3×64 мм. Но часто (а для охоты на слона — обычно) применяются и более тяжёлые калибры, такие, как .416, .458, .470, .505, .577 и изредка крупнее. Вес пули у них часто превышает 40, а то и 50 г., а отдача при стрельбе колоссальна — охотник получает оглушительный удар, от которого человек среднего телосложения может даже не устоять на ногах.
Существует даже специальная категория оружия для охоты на крупную африканскую дичь — т. н. африканские штуцеры. Обычно это очень дорогое оружие, исполняемое мастерами известных фирм по индивидуальному заказу, богато украшенное резьбой и гравировкой. Цена хорошего нового африканского штуцера сопоставима со стоимостью автомобиля представительского класса. Весит такое оружие иной раз 6-7 кг и его длительное ношение превращается в серьёзное физическое испытание. Поэтому часто за охотником ходит специальный оруженосец, подающий штуцер по команде. Патроны крупного калибра также отличаются высокой ценой — до 30-40 долларов за штуку и нередко больше.
С экологической точки зрения сафари, в случае ответственной организации, может быть даже полезной формой туризма, так как для проведения охотничьих сафари местность должна оставаться по возможности девственной и нетронутой, а вырученные от сафари денежные средства направляются на содержание охраны заповедников, национальных парков и охотничьих заказников, и на восстановление численности охотничьих животных.